# Common Component Architecture
Die Common Component Architecture (CCA) ist eine Spezifikation für ein Komponentenmodell, das für den Einsatz im wissenschaftlichen Rechnen gedacht ist.

## Initiatoren
Das CCA-Forum wurde von einer Gruppe US-amerikanischer Wissenschaftler und akademischer Institutionen gegründet und möchte eine gemeinsame Plattform für komponentenbasierte Softwareentwicklung im Kontext des wissenschaftlichen Rechnens, insbesondere des verteilten Rechnens, definieren. Dabei sollen die Vorteile der komponentenbasierten Softwareentwicklung (CBSE) für die Gemeinschaft der Wissenschaftler nutzbar gemacht werden.

## Besonderheiten
Das Wissenschaftliche Rechnen stellt besondere Anforderungen an ein Komponentenmodell.
Programme müssen z. B. ohne Geschwindigkeitsnachteile aus Komponenten zusammengebaut werden können.
Außerdem kommen nur Umsetzungen in Frage, die einfach zu verstehen sind, da Naturwissenschaftler in der Regel auf ein Gebiet spezialisiert sind, in dem die Informatik als Mittel zum Zweck gesehen wird.